# Забастовка мариупольских железнодорожников
Забастовка мариупольских железнодорожников началась 21 июля 1918 года против оккупации Мариуполя австро-венгерскими и германскими войсками. В ночь с 23 на 24 июля забастовка переросла в восстание, которое было подавлено к концу дня. Войсками Центральных держав было арестовано или расстреляно большое количество человек.

## Предпосылки к забастовке
В начале мая 1918 город перешёл под контроль Австро-Венгрии и Германской империи. Власть в городе была отдана городской думе и уездному старосте, который приказал «немедленно передать владельцам национализированные земли, торгово-промышленные, каменно-угольные, металлургические предприятия». В результате закрытия предприятий много людей в Мариуполе осталось без средств к пропитанию, каждый день увеличивалось количество безработных, а 17 июля санитарный отдел городской управы сообщил, что в Мариуполь пришла холера. Хлеб, металл и оборудование отправлялись в Германию.
Эти действия вызвали в городе всеобщее возмущение, а потому его жители откликнулись на призыв большевиков начать подготовку к восстанию.

## Ход забастовки и восстания
14 июля началась всеукраинская забастовка железнодорожников, 21 июля забастовали мариупольские железнодорожники полностью перекрыли движение на участке Мариуполь — Волноваха.
В ночь с 23 на 24 июля на металлургических заводах, железной дороге, Слободке и в мариупольском порту забастовка переросла в полноценное восстание. Наибольшего успеха добились железнодорожники и городской отряд — стремительным ударом им удалось захватить немецкую батарею на Успенской площади и немецкий пулемёт возле здания банка. Соединившись, железнодорожники и городской отряд окружили штаб австрийской части, однако позже из Волновахи и Бердянска к войскам Германии и Австро-Венгрии подошло подкрепление, и чаша весов склонилась в их сторону.
Рабочие города и железнодорожники отошли в сторону порта, где оказали сильное сопротивление. Чтобы сломить сопротивление, немцы подвергли порт артиллерийскому обстрелу. К вечеру 24 июля восстание было подавлено.
Каждого захваченного восставшего с оружием в руках расстреливали, каждого подозреваемого арестовывали. Всего было арестовано 150 человек, из них по приказу каждый десятый был расстрелян за городом около кладбища, остальные были отправлены на бессрочную каторгу в Австрии.
Количество расстрелянных восставших в ходе подавления восстания не установлено, но всех их похоронили в братской могиле в Приморском районе. 5 ноября 1960 года им был установлен памятник, представляющий собой стелу с надписью: «Здесь лежат расстрелянные интервентами работники порта — активные участники вооруженного восстания против немецко-австрийских оккупантов 23—24 июля 1918 года».

## Последствия
На жителей города была наложена контрибуция в размере 337 500 (по другой информации — 270 тыс.) рублей, каждый мужчина в возрасте от 16 до 55 лет был обязан до сентября внести 144 (по другой информации — 142) рубля.